# Vauciennes, Oise

Vauciennes este o comună în departamentul Oise, Franța. În 1 ianuarie 2022 avea o populație de 700 de locuitori.